# Hutton (Maryland)
Pour les articles homonymes, voir Hutton.
Hutton est une census-designated place située dans le comté de Garrett, dans l’État du Maryland, aux États-Unis. Lors du recensement de 2020, elle comptait 87 habitants.